# Brandy Norwoods videografi
Brandy Norwoods videografi är en komplett lista över musikvideor, musikvideoalbum samt filmer och TV-serier med anknytning till den amerikanska artisten Brandy Norwood.

## Lista över musikvideor

### 1990-talet
| År   | Musikvideo                                     | Regissör(er)    | Noteringar |
| ---- | ---------------------------------------------- | --------------- | --- |
| 1994 | "I Wanna Be Down"                              | Keith Ward      | I Brandys första musikvideo är hon klädd som en pojkflicka och dansar i skogen med sina kompisar. |
| 1994 | "I Wanna Be Down (Human Rhythm Hip Hop Remix)" | Hype Williams   | En svart-vit video till remixversionen av "I Wanna Be Down". I videon syns de kvinnliga rapparna MC Lyte, Queen Latifah och Yo-Yo. Kvartetten dansar framför en bakgrund med glödlampor som blinkar till taktslagen. Videon nominerades i kategorin "Best Rap Video" vid år 1995s MTV Video Music Awards. |
| 1995 | "Baby"                                         | Hype Williams   | Brandy dansar i skidkläder på en scen mitt i Times Square, New York. |
| 1995 | "Best Friend"                                  | Matthew Rolston | En, delvis, svart-vit video där Brandy och en grupp vänner utför hiphop-rutiner framför en garage. |
| 1995 | "Brokenhearted"                                | Hype Williams   | Brandy och Wanya Morris framför duetten i en tom herrgård. Inför videon tilläts regissören fylla golven med vatten för att skapa dramatiska scener. |
| 1995 | "Sittin' Up in My Room"                        | Hype Williams   | En 1960-tals inspirerad video där Brandy "sitter uppe på sitt rum" och låter tankarna sväva iväg kring en eventuell pojkvän. |
| 1996 | "Missing You"                                  | F. Gary Gray    | Videon visar scener med Brandy, Tamia, Chaka Khan och Gladys Knight som framför sina respektive delar i olika landskap. Den innehåller även scener från filmen Set It Off till vilken låten skapades. |
| 1998 | "The Boy Is Mine"                              | Joseph Kahn     | I videon framställs Monica och Brandy som grannar, vilka slåss om samma pojkvän. Den slutar med att kvinnorna kommer överens om att dumpa den otrogne älskaren, spelad av Mekhi Phifer. Videon nominerades till två MTV Video Music Awards i kategorierna Best R&B Video och Video of the Year.           |
| 1998 | "Top of the World"                             | Paul Hunter     | En surrealistisk video skapad av special effekter. Brandy ses flyga i luften och sitta vertikalt på skyskrapor i New York. |
| 1998 | "Have You Ever?"                               | Kevin Bray      | Brandy bor i sin bästa väns tomma hus, tittar på videor av dem tillsammans och väntar på hans hemkomst. |
| 1999 | "Almost Doesn't Count"                         | Kevin Bray      | Brandy är en bröllopsgäst och sångare som får motorstopp i mitten av Mojaveöknen kvällen innan ceremonin. |
| 1999 | "U Don't Know Me"                              | Martin Weisz    | |

### 2000-talet
| År   | Musikvideo                | Regissör(er)            | Noteringar |
| ---- | ------------------------- | ----------------------- | --- |
| 2001 | "Another Day in Paradise" | Nick Quested, Gil Green | Brandy framför låten tillsammans med sin bror, artisten Ray J. |
| 2002 | "What About Us?"          | Dave Meyers             | Helt skapad framför en greenscreen och utspelar sig i en digitaliserad, futuristisk värld. Män utgör en mänsklig pyramid åt sångerskan som i andra scener, ses hålla dem i koppel. Den slutar med att visa Brandy sittande i en lowrider, i ett hav av lowriders. |
| 2002 | "Full Moon"               | Chris Robinson          | Videon utspelar sig nattetid i fullmåne. Brandy tittar på stjärnhimmelen i ett teleskop. Norwood hade varit gravid i nästan sex månader när videon gjordes. |
| 2004 | "Talk About Our Love"     | Dave Meyers             | Brandy och Kanye West spelar ett par som konstant störs av nyfikna grannar och familjemedlemmar. |
| 2004 | "Who Is She 2 U"          | Jake Nava               | Brandy spelar en allvetande berättare som, i bakgrunden, följer en man som flörtar med flera olika kvinnor trots att han har en flickvän. |
| 2004 | "Afrodisiac"              | Matthew Rolston         | En enkel dansvideo där Brandy framför rutiner med flera manliga bakgrundsdansare. |
| 2004 | "Wake Up Everybody"       | Mark Young              | En video som visar Brandy, Mary J. Blige, Missy Elliott, Eve, Ashanti, Wyclef Jean, Monica, Fabolous, Akon, Jamie Foxx, Babyface framföra sina delar av låten. |
| 2008 | "Right Here (Departed)"   | Little X                | Brandy spelar en avliden kvinna som kommer tillbaka till jorden i form av en ängel och tröstar sina anhöriga. Videon skapades till stor del framför en greenscreen. Videons miljö inspirerades av science fiction-filmen I Am Legend (2007).                      |
| 2008 | "Long Distance"           | Chris Robinson          | En delvis svart-vit video där Brandy spelar en kvinna som lever i ett långdistansförhållande med sin partner. |

### 2010-talet
| År   | Musikvideo             | Regissör(er)    | Noteringar |  |
| ---- | ---------------------- | --------------- | --- |  |
| 2010 | "We Are the World 25"  | Paul Haggis     | En video som visar Brandy, Mary J. Blige, Wyclef Jean, Akon, Jennifer Hudson, Janet Jackson, Enrique Iglesias framföra sina respektive delar.                                        |  |
| 2012 | "It All Belongs to Me" | Chris Robinson  | En video inspirerad av filmerna Thelma & Louise (1991) och Hålla andan (1995). Brandy och Monica spelar kvinnor som tar tillbaka allt de har gett till sina otacksamma pojkvänner.   |  |
| 2012 | "Put It Down"          | Hype Williams   | Brandy och Chris Brown framför sina respektive delar i videon som utspelar sig i en industrilokal                                                                                    |  |
| 2012 | "Wildest Dreams"       | Matthew Rolston | En ren prestationsvideo där sångerskan ses framföra låten på scen. Denna är belägen i en övergiven industrilokal där Brandy sjunger och dansar tillsammans med tre bakgrundsdansare. |  |

## Videoalbum

### Musikvideosamlingar
| År   | Detaljer                                                | Noteringar |
| ---- | ------------------------------------------------------- | --- |
| 1999 | The Videos - Released: 15 juni 1999 - Formats: DVD, VHS | Innehållar Brandys alla videor från åren 1994 till 1999, med undantag för "Missing You" och remixversionen av "I Wanna Be Down" (Human Rhythm Hip Hop Remix)" |

### Konsertvideor
| År   | Video details                                                 | Noteringar |
| ---- | ------------------------------------------------------------- | --- |
| 2000 | VH1 Divas Live 99 - Released: 4 april 2000 - Formats: CD, DVD | Innehåller konserten VH-1: Divas Live/99 som hölls av Brandy, Tina Turner, Whitney Houston och Cher. Drn spelades in live från Beacon Theatre, New York den 13 april 1999. DVD:n certifierades guld av RIAA år 2001. |

## Filmografi
| År   | Titel                                            | Roll         | Noteringar och priser |
| ---- | ------------------------------------------------ | ------------ | --- |
| 1997 | Askungen                                         | Askungen     | TV-film Nominerad — NAACP Image Award for Outstanding Lead Actress in a Television Movie or Mini-Series                                                            |
| 1998 | Jag vet fortfarande vad du gjorde förra sommaren | Karla Wilson | Inkomst $40,002,112 Nominerad — Blockbuster Entertainment Award for Favorite Actress - Horror Nominerad — MTV Movie Award for Best Female Breakthrough Performance |
| 1999 | Double Platinum                                  | Kayla Harris | TV-film |
| 2001 | Osmosis Jones                                    | Leah (röst)  | Inkomst $14,026,418 |
| 2013 | Temptation: Confessions of a Marriage Counselor  | Melinda      | |

### Serier
| År            | Film                                | Roll                  | Noteringar och priser |
| ------------- | ----------------------------------- | --------------------- | --- |
| 1993          | Thea                                | Danesha Turrell       | Nominerad — Young Artist Award for Outstanding Youth Ensemble in a Television Series |
| 1996 - 2001   | Moesha                              | Moesha Mitchell       | NAACP Image Award for Outstanding Youth Actor/Actress Nominerad — Kid's Choice Award Favorite Television Actress (1998, 2000, 2001) Nominerad — NAACP Image Award for Outstanding Actress in a Comedy Series (1998, 1999, 2000, 2001) Nominerad — Teen Choice Award for Choice Actress - TV (1999) Nominerad — Young Artist Award for Best Performance in a TV Comedy Series (1997, 1998, 1999) Nominerad — YoungStar Award for Best Performance by a Young Actress in a Comedy TV Series (1996) |
| 2000          | The Parkers                         | Moesha Mitchell       | Gästskådespelare |
| 2002          | Sabrina, tonårshäxan                | Främmande telefonör   | |
| 2002          | Reba                                | Främmande telefonör   | |
| 2002          | Raising Dad                         | Främmande telefonör   | |
| 2002          | Brandy: A Special Delivery          | Som sig själv         | |
| 2004          | American Dreams                     | Gladys Knight         | Framförde "I Heard It Through the Grapevine" (1967) |
| 2005          | House                               | Som sig själv         | |
| 2005          | American Idol                       | Som sig själv         | Gästdomare (1 avsnitt) |
| 2006          | One on One                          | Michelle McGinty      | Gästskådespelare (4 avsnitt) |
| 2006          | America's Got Talent                | Som sig själv         | Domare |
| 2009 - 2010   | For the Love of Ray-J               | Som sig själv         | |
| 2010          | Dancing with the Stars              | Som sig själv         | Deltagare (#4 plats) |
| 2010 - 2011   | Brandy and Ray J: A Family Business | Som sig själv         | |
| 2011          | 90210                               | Marissa Jackson-Lewis | |
| 2011          | Majors & Minors                     | Som sig själv         | Talangcoach |
| 2011 - 2012   | Drop Dead Diva                      | Elisa Shayne          | |
| 2012 - framåt | The Game                            | Chardonnay            | |